# 사이러스 굿맨
사이러스 굿맨 (Cyrus Goodman)은 디즈니 채널의 미국 가족 코미디 드라마 TV 시리즈 앤디 맥에 등장하는 가상의 주인공이다.  이 캐릭터는 조슈아 러시가 연기했으며 파일럿 에피소드인 “내일은 오늘부터 시작된다”에서 처음 등장하였다. 사이러스는 각각 주인공이자 동료인 앤디 맥과 버피 드리스콜의 절친한 친구로, 두 사람과 함께 제퍼슨 중학교에 다니고 있는 것으로 나온다. 이 시리즈는 특히 사이러스의 커밍아웃 스토리로 여러 상을 후보에 올랐고 수상했으며, 그 도입부로 인해 시청률이 급상승하였다.

## 캐릭터
사이러스 굿맨 (Cyrus Goodman)은 앤디 맥 (Andi Mack)과 버피 드리스콜 (Buffy Driscoll)의 가장 친한 친구이자 동료이다. 그는 친구들과 함께 가상의 미국 중서부 주 셰디사이드(Shadyside)에 살고 있으며, 제퍼슨 중학교 7학년 학생으로 시리즈가 시작된다. 미국 디즈니 채널 최초의 게이 주인공인 사이러스는 앤디, 버피, 그리고 그들의 친구 조나에게 커밍아웃을 한다. 사이러스는 유대인이며 디즈니 채널에서 리지 맥과이어에 이어 두 번째로 유대교 성인식인 바미츠바를 묘사한 작품이다.
사이러스는 여가 시간에 시나리오를 쓰고 친구들과 보드 게임을 즐기며 좋아하는 음식은 초콜릿 칩 머핀과 베이비 테이터이다.

## 유산
앤디 맥은 케냐 영화 분류위원회에서 케냐에서 검열을 받았고, 미국 가족 협회의 원 밀리언 맘(One Million Moms) 부서의 비판을 받았으며, 캐릭터와 커밍아웃 스토리 때문에 '문화적 감수성'을 이유로 디즈니가 중동 및 아프리카 전역에서 자발적으로 방영을 중단하기도 하였다.